# Ковальчик, Матеуш
Матеуш Ковальчик (пол. Mateusz Kowalczyk; родился 3 мая 1987 года в Хшануве, Польша) — польский теннисист; победитель одного турнира ATP в парном разряде.

## Спортивная карьера
В профессиональном теннисе с 2005 года. Специализируется на играх в парном разряде. Наивысшая позиция в рейтинге АТР на данный момент 82 место. За карьеру выиграл 8 турниров серии ITF Futures и 5 турниров ATP Challenger Series. В июле 2010 года вместе со своим партнером Томашом Беднареком сумел дойти до финала турнира АТР в Белграде.

## Рейтинг на конец года в парном разряде
- 2014 — 111
- 2013 — 98
- 2012 — 96
- 2011 — 166
- 2010 — 106
- 2009 — 137
- 2008 — 359
- 2007 — 530
- 2006 — 1 059

## Выступления на турнирах

### Финалы турниров ATP в парном разряде (3)

#### Победы (1)
| Легенда                    |
| -------------------------- |
| Турниры Большого шлема (0) |
| Финал АТР-тура (0)         |
| ATP Мастерс 1000 (0)       |
| АТР 500 (0)                |
| АТР 250 (0+1)              |

| Титулы по покрытиям | Титулы по месту проведения матчей турнира |
| ------------------- | ----------------------------------------- |
| Хард (0)            | Зал (0)                                   |
| Грунт (0+1)         | Зал (0)                                   |
| Трава (0)           | Открытый воздух (0+1)                     |
| Ковёр (0)           | Открытый воздух (0+1)                     |

| №  | Дата         | Турнир             | Покрытие | Партнёр     | Соперники в финале                   | Счёт           |
| 1. | 13 июля 2014 | Штутгарт, Германия | Грунт    | Артём Ситак | Гильермо Гарсия-Лопес Филипп Освальд | 2-6 6-1 [10-7] |

#### Поражения (2)
| №  | Дата         | Турнир             | Покрытие | Партнёр        | Соперники в финале                   | Счёт           |
| 1. | 9 мая 2010   | Белград, Сербия    | Грунт    | Томаш Беднарек | Сантьяго Гонсалес Трэвис Реттенмайер | 6-7(6) 1-6     |
| 2. | 14 июля 2013 | Штутгарт, Германия | Грунт    | Томаш Беднарек | Факундо Багнис Томас Беллуччи        | 6-2 4-6 [9-11] |